# Pielęgnica cytrynowa
Pielęgnica cytrynowa (Amphilophus citrinellus) – gatunek słodkowodnej ryby z rodziny pielęgnicowatych (Cichlidae). Bywa hodowany w akwariach. 

## Występowanie
Ameryka Centralna – Kostaryka i Nikaragua.

## Opis

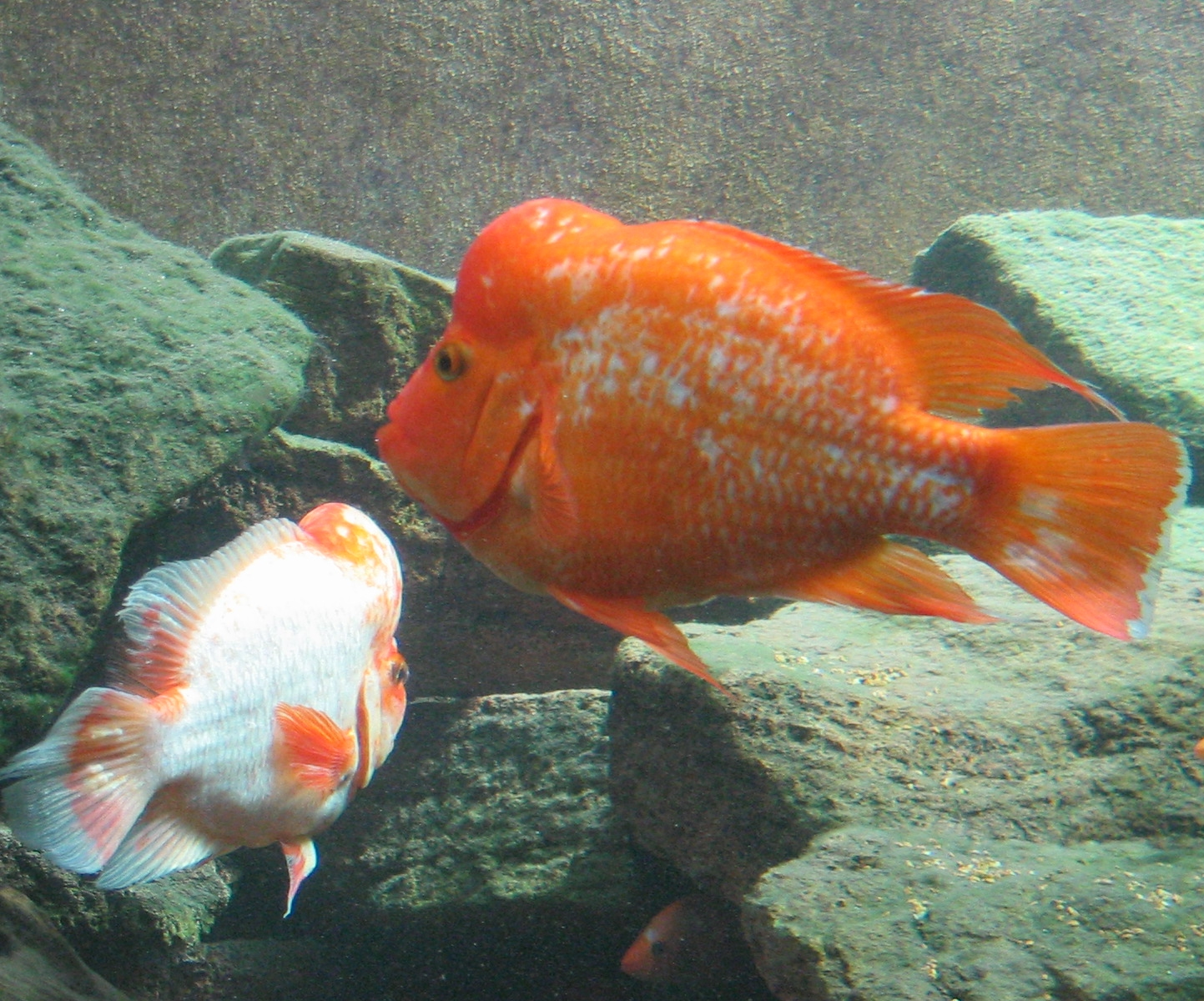

W naturze większość ryb tego gatunku ma ciemne ubarwienie (ułatwia to ukrywanie się w celu przeżycia). Dorastają do 35, a nawet 40 cm. 
Terytorialna, agresywna, szczególnie w okresie tarła i opieki nad potomstwem. Może przebywać z innymi, odpowiednio dobranymi gatunkami, ale lepiej hodować oddzielnie. 
Dymorfizm płciowy: samce są dużo większe od samic i posiadają guz tłuszczowy na głowie.
| Zalecane warunki w akwarium | Zalecane warunki w akwarium                   |
| --------------------------- | --------------------------------------------- |
| Zbiornik                    | bardzo duży, bez roślin z licznymi kryjówkami |
| Temperatura wody            | 23–33 °C                                      |
| Twardość wody               | 12–20°n                                       |
| Skala pH                    | ok. 6,5–7,5 pH                                |
| Pokarm                      | żywy, mrożony, suchy                          |